# Кірквуд (Міссурі)
Кірквуд (англ. Kirkwood) — місто (англ. city) в США, в окрузі Сент-Луїс штату Міссурі. Населення — 29 461 особа (2020).

## Географія
Кірквуд розташований за координатами 38°34′46″ пн. ш. 90°25′15″ зх. д. / 38.57944° пн. ш. 90.42083° зх. д. (38.579356, -90.420881).  За даними Бюро перепису населення США в 2010 році місто мало площу 23,82 км², з яких 23,72 км² — суходіл та 0,10 км² — водойми.

## Демографія
Згідно з переписом 2010 року, у місті мешкало 27 540 осіб у 11 894 домогосподарствах у складі 7327 родин. Густота населення становила 1156 осіб/км².  Було 12895 помешкань (541/км²).
Расовий склад населення:
| - 89,4 % — білих - 7,0 % — чорних або афроамериканців - 1,4 % — азіатів - 0,1 % — корінних американців |

До двох чи більше рас належало 1,6 %. Частка іспаномовних становила 1,8 % від усіх жителів.
За віковим діапазоном населення розподілялося таким чином: 23,2 % — особи молодші 18 років, 59,7 % — особи у віці 18—64 років, 17,1 % — особи у віці 65 років та старші. Медіана віку мешканця становила 42,6 року. На 100 осіб жіночої статі у місті припадало 85,2 чоловіків;  на 100 жінок у віці від 18 років та старших — 80,3 чоловіків також старших 18 років.
Середній дохід на одне домашнє господарство  становив 107 130 доларів США (медіана — 77 574), а середній дохід на одну сім'ю — 138 044 долари (медіана — 107 346). Медіана доходів становила 77 148 доларів для чоловіків та 51 154 долари для жінок. За межею бідності перебувало 5,1 % осіб, у тому числі 3,6 % дітей у віці до 18 років та 6,2 % осіб у віці 65 років та старших.
Цивільне працевлаштоване населення становило 14 176 осіб. Основні галузі зайнятості: освіта, охорона здоров'я та соціальна допомога — 31,1 %, науковці, спеціалісти, менеджери — 14,7 %, фінанси, страхування та нерухомість — 11,3 %, виробництво — 9,5 %.